# 平井龍
平井 龍（ひらい とほる、1926年（大正15年）1月3日 - 2008年（平成20年）2月17日）は、日本の政治家。山口県知事（第37-41代）。従三位勲一等。山口県柳井市出身。

## 略歴
- 山口県立柳井中学校卒業。
- 1944年（昭和19年） - 山口高等学校 (旧制)卒業。
- 1948年（昭和23年） - 東京帝国大学法学部卒業、総理庁入庁（官房自治課）。
- 1950年（昭和25年） - 自治庁長官秘書官。
以後、愛媛県（地方課長）、大分県（財政課長）、静岡県（財政課長）、厚生省に出向。
- 1963年（昭和38年） - 自治省財政局調査課長。
- 1964年（昭和39年） - 自治省税務局市町村税課長。
- 1965年（昭和40年） - 山口県総務部長。
- 1974年（昭和49年） - 山口県副知事。
- 1976年（昭和51年） - 山口県知事に自由民主党公認で初当選。革新系無所属松村章=元県議会副議長=を破る。
- 1980年（昭和55年） - 山口県知事に無所属で2期目当選。日本共産党公認瀬原倫=元小郡町議=を破る。
- 1984年（昭和59年） - 山口県知事に無所属で3期目当選。日本共産党公認伊藤潔=元宇部市議=を破る。
- 1988年（昭和63年） - 山口県知事に無所属で4期目当選。革新系無所属細迫朝夫を破る。
- 1992年（平成4年） - 山口県知事に無所属で5期目当選。社民連推薦無所属松岡満寿男=元参議院議員=、革新系無所属細迫朝夫、無所属黒川昭介を破る、
- 1996年（平成8年）8月21日 - 山口県知事（5期目）を任期満了退任。
  - 後任には同じ自治省出身で、平井の1期目から5期目まで県の要職を務めた二井関成が立候補し、当選した。平井が5期目任期満了を前にして引き続き知事選に立候補することを模索していたため、二井の立候補は平井の意向に反するものだった。
- 1999年（平成11年）11月3日 - 勲一等瑞宝章受章[1]。
- 2008年（平成20年）2月17日 - 呼吸不全のため防府市の山口県立総合医療センターで死去、82歳没。叙従三位。

## 政策
- 山口県内8つの広域生活圏の地域づくりを拡充して各地域の発展の成果を県全体の振興に結び付けていこうとする、『オクトピア構想』[2]を推進した。また、8つの広域生活圏のうち4つ（山口・防府、周南、宇部・小野田、下関）において、中核都市の形成を目指した。
- 地域間の交流と連携の基盤整備のため、『県土一時間構想』と『高度情報通信全県ネットワーク構想』を掲げ、道路交通網や情報通信網などのインフラ整備を進めた。
- 山口朝日放送の開局にも尽力した。

## おもな業績
- 1980年（昭和55年） - 山口県立美術館開館、パークロード（県道203号）開通。
- 1982年（昭和57年） - 中国・山東省と友好協定調印。
- 1984年（昭和59年） - 新県庁舎完成、旧県庁舎が旧県会議事堂とともに文化財指定。
- 1985年（昭和60年） - 山口県政資料館開館。
- 1986年（昭和61年） - 錦川清流線が第三セクター鉄道として開業。
- 1987年（昭和62年） - 韓国・慶尚南道と姉妹提携調印。
- 1989年（平成元年） - ショートステイ利用券制度を先駆的に導入。
- 1992年（平成4年） - 周防大橋完成、萩有料道路開通。
- 1993年（平成5年） - 山口県総合交通センター竣工。
- 1994年（平成6年） - 山口県民文化ホールいわくに（シンフォニア岩国）・山口県国際総合センター（海峡メッセ下関）・山口県立萩美術館・浦上記念館の着工。
- 1995年（平成7年） - 山口県セミナーパーク竣工。

## 著書
- 『自立・参加・連帯』（ぎょうせい、1985年 ）
- 『新　自立・参加・連帯』（ぎょうせい、1995年 ）